# 伊斯托布诺耶农村居民点
伊斯托布诺耶农村居民点（俄语：Истобинское сельское поселение）是俄罗斯联邦沃罗涅日州列皮约夫卡区所属的一个农村居民点。其下辖有3个居民点，行政中心为伊斯托布诺耶。据2016年统计，该农村居民点的人口为1415人。